# Alstom Traxx
La famille de locomotives électriques Traxx est construite par Alstom (anciennement Bombardier Transportation) pour les chemins de fer d'Allemagne, de Suisse, d'Italie, des Pays-Bas  et du Luxembourg.

## Classifications et variantes
Quatre versions sont proposées : courant alternatif (AC), polycourant (MS), courant continu (DC), ou diesel-électrique (DE).
Les noms de modèles commencent avec une lettre indiquant l'utilisation : F (Freight) - marchandises, H (Heavy Haul) - transport lourd, P (Passenger) - trains voyageurs régionaux et interurbains, S (High Speed) - grande vitesse. Le nombre suivant indique la vitesse maximale en km/h, puis deux lettres indiquent le type de propulsion, AC, DC, MS, ou DE. Finalement, il peut y avoir une indication de variation, comme un chiffre indiquant des versions évoluées, ou un "P" comme Power head pour tête motrice.

## Développement

### Contexte
Dans les années 1990, la Deutsche Bahn possède plusieurs séries de motrices âgées nécessitant une commande de remplacement. Toutefois, ce renouvellement dépasse le programme de rajeunissement habituel puisque des séries récentes montrent déjà des signes de fatigue avec des frais de maintenance élevés et la DB série 103 est agressive pour la voie avec le bogie C à trois essieux. Un projet de commande très ambitieux aboutit à la commande de deux prototypes aux constructeurs habituels, Krauss-Maffei et AEG-Henschel.

### Conception
Le constructeur TRAXX propose le prototype 128 001 construit par AEG et Henschel en 1994 pour remplacer les vieilles Einheitslokomotiven de la Deutsche Bahn. Tout comme son concurrent direct la 127 001 construite par Krauss-Maffei, elle utilise un moteur triphasé basé sur les locomotives DB série 120. Le prototype fut accepté par la DB en tant que DB série 145 et livré par Adtranz à partir de 1997.
Après les essais des prototypes, la 128 de TRAXX est devenue une plateforme modulaire (capable de tracter du fret ou des voitures de passagers). Elle est adaptable aux souhaits des clients en fonction de la puissance désirée, de la tension dans la caténaire et du rôle qui lui sera alloué : fret à forte puissance de traction, intercités rapides, trains de banlieue à forts freinages et accélérations...

### Technique
L'utilisation de moteurs triphasés a permis de développer facilement des versions à polycourants en 2000 sous la désignation de DB série 185. Avec des changements minimes, cette série de locomotives peut rouler sur presque tous les réseaux ferroviaires d'Europe, après certification nationale de chaque pays. La puissance des locomotives a été accrue de 4 200 à 5 600 kW par une mise à niveau du logiciel de contrôle. Après le développement de cette version, la DB transforma son option d'achat du modèle 145 en une commande de quatre cents modèle 185. L'usine de Bombardier Kassel était toujours en production pour cette commande en 2006. 
Le modèle 185 n'est pas le plus puissant sur le marché, mais il a dépassé de loin les compétiteurs de sa classe dans des tests de traction avec des wagons chargés conduits au col du Saint-Gothard. Les Chemins de fer fédéraux suisses et Chemin de fer du Lötschberg (tous deux Suisses) ont été assez impressionnés pour passer commande, qui est  livrée depuis 2003.
Durant l'Exposition universelle de 2000 à Hanovre en Basse-Saxe, la DB modifia un modèle 145 afin de tirer de lourdes voitures à deux étages (Doppelstockwagen en allemand) avec des résultats satisfaisants. Le résultat fut une commande pour des versions 146 qui incorporent ces modifications, surtout le remplacement des types d'axe moteur afin d'atteindre des vitesses de 160 km/h. En 2003, une version de la 185 avec les mêmes caractéristiques, la 146.1, fut introduite.
En 2005, les modèles 185 et ses dérivés ont reçu une nouvelle présentation avec un devant modifié et l'introduction du Transistor bipolaire à grille isolée. On nomme ces versions 185.2 et 146.2.
La locomotive Bombardier IORE construite en commande pour LKAB, serait la TRAXX H80 AC.
En mai 2011, Bombardier annonce une variante de Last Mile de la série AC, équipée d'un moteur Diesel permettant les manœuvres jusqu’à 40 km/h dans les embranchements particuliers et installation portuaires dépourvues d'alimentation par caténaire.

## Utilisateurs
À la fin de l'année 2006, on dénombrait près de sept-cents (700) locomotives livrées de la famille TRAXX et un grand nombre en commande. Voici des tableaux de la répartition par modèle et acheteurs :

### Famille des Octeon (Adtranz)

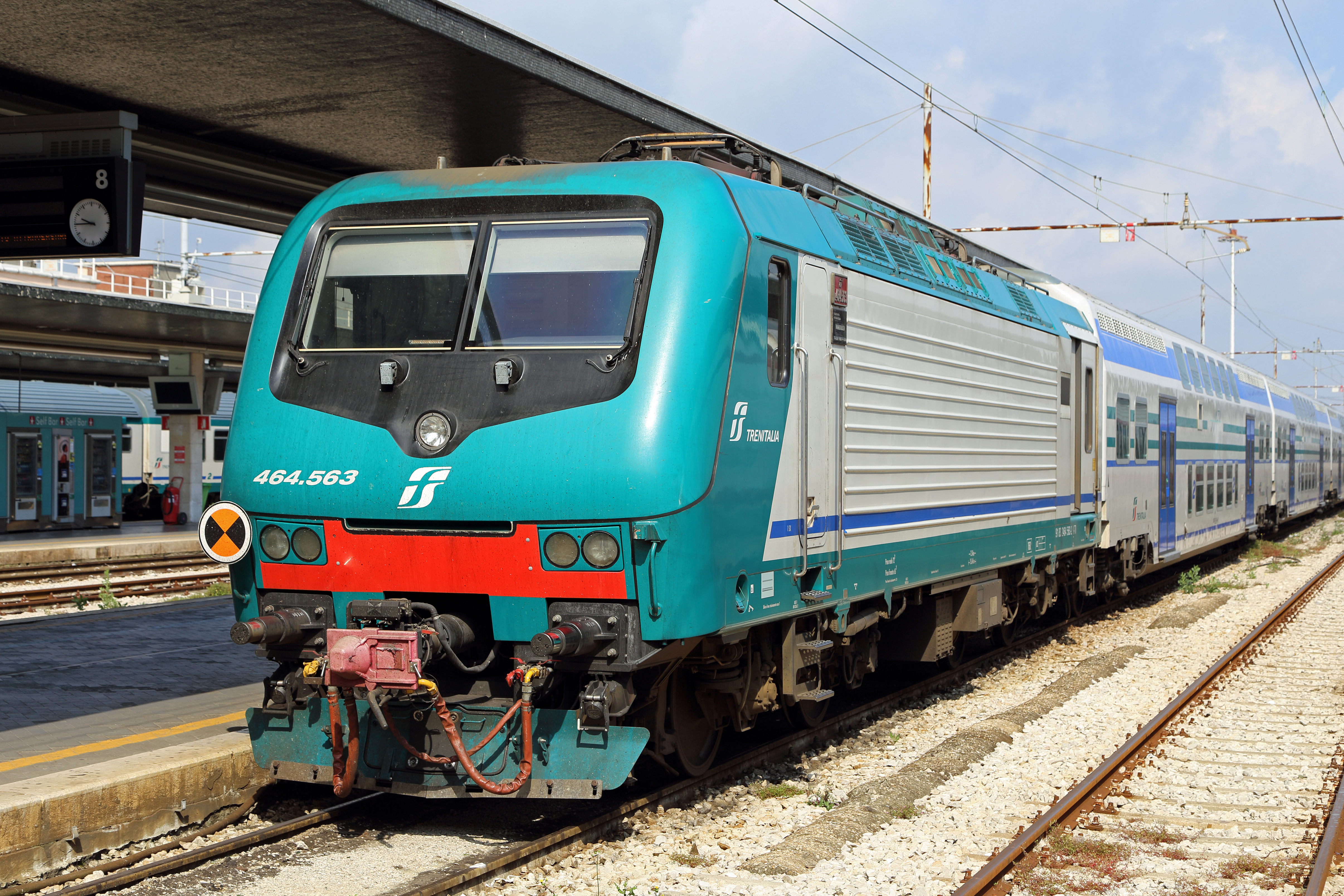
E.464.563 de Trenitalia.

| modèle | utilisateur             | type           | #   |
| ------ | ----------------------- | -------------- | --- |
| E.405  | Trenitalia              | EU 11          | 42  |
| E.412  | Trenitalia              | TRAXX 112E     | 20  |
| EU 43  | Rail Traction Company   | TRAXX 112E     | 8   |
| E.464  | Trenitalia              | TRAXX P160 DCP | 718 |
| E.464  | Ferrovie Emilia Romagna | TRAXX P160 DCP | 10  |

### Famille des 145

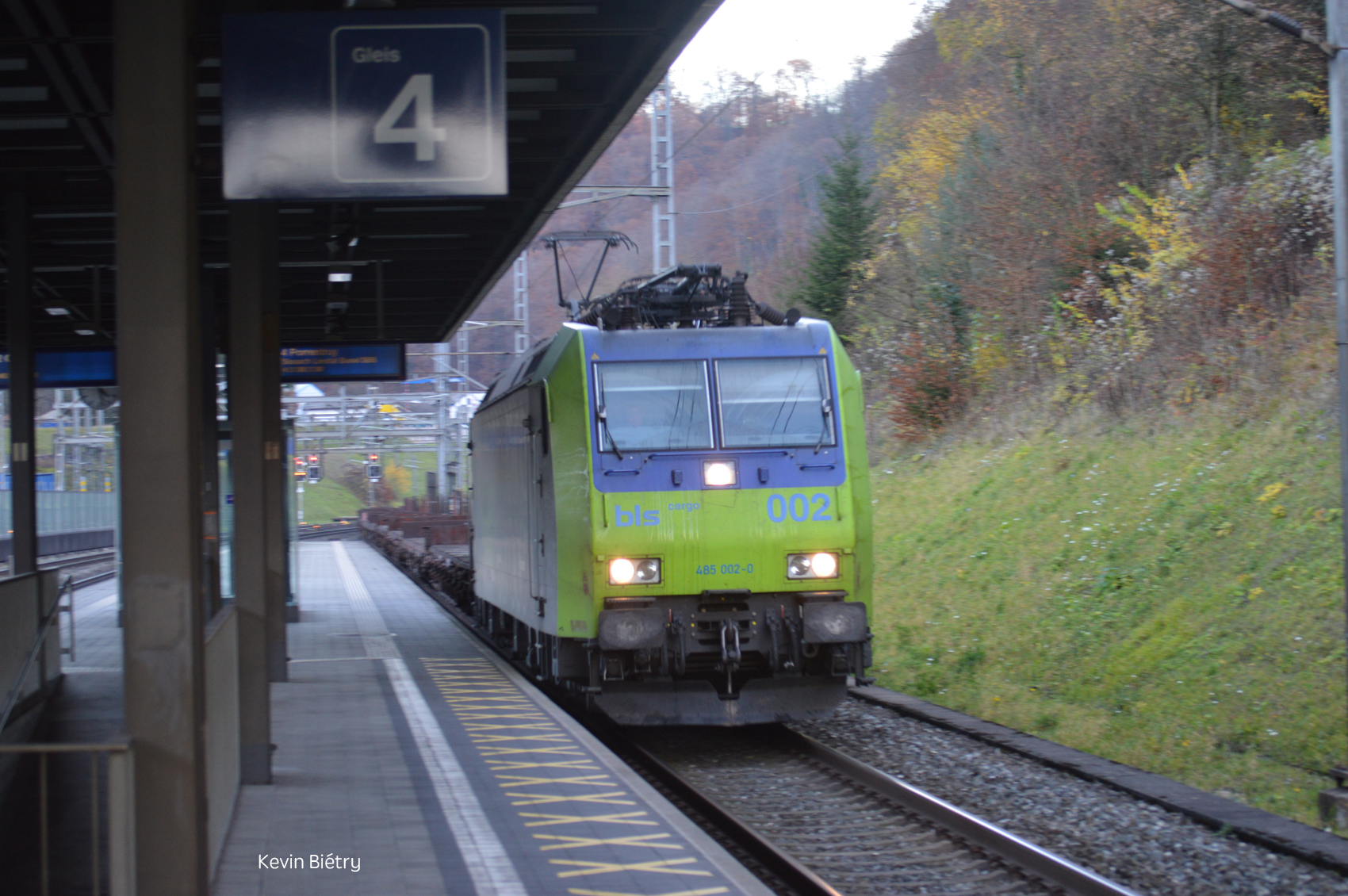
Modèle 485 de la BLS à Tecknau.

| modèle | utilisateur                             | type          | #  |
| ------ | --------------------------------------- | ------------- | -- |
| 145    | DB Cargo                                | TRAXX F140 AC | 80 |
| 145    | diverses compagnies privées d'Allemagne | TRAXX F140 AC | 22 |
| 481    | CFF Cargo                               | TRAXX F140 AC | 0  |
| Re486  | MThB (vendues)                          | TRAXX F140 AC | 0  |

### Famille des 185

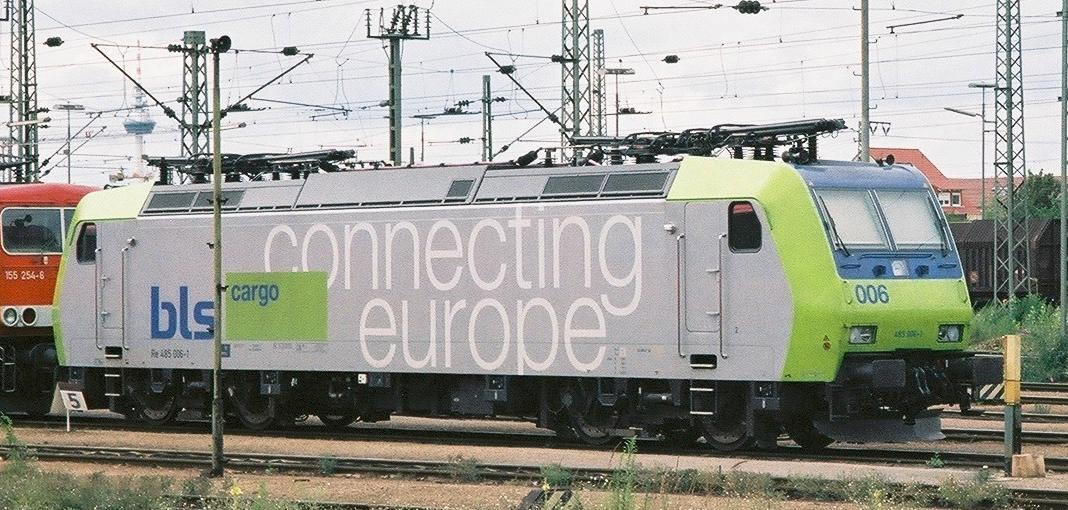
Modèle 485 de BLS.

| modèle | utilisateur                             | type           | #   |
| ------ | --------------------------------------- | -------------- | --- |
| 185.0  | DB Schenker Rail                        | TRAXX F140 AC1 | 200 |
| 185    | diverses compagnies privées d'Allemagne | TRAXX F140 AC1 | 57  |
| 146.1  | DB Regio                                | TRAXX P160 AC1 | 32  |
| 146.1  | Metronom Eisenbahngesellschaft          | TRAXX F140 AC1 | 10  |
| 482    | CFF Cargo                               | TRAXX F140 AC1 | 35  |
| 485    | BLS Cargo                               | TRAXX F140 AC1 | 20  |
| 4000   | CFL                                     | TRAXX P140 AC1 | 20  |

Aptitudes : A pour l'Autriche, B pour la Belgique, CZ pour la République tchèque, D pour l'Allemagne, F pour la France, H pour la Hongrie, I pour l'Italie, NL pour les Pays-Bas, PL pour la Pologne, SK pour la Slovaquie.

### Famille des 185.2
| modèle | utilisateur                                                       | type           | #   |
| ------ | ----------------------------------------------------------------- | -------------- | --- |
| 185.2  | DB Cargo                                                          | TRAXX F140 AC2 | 200 |
| 185.2  | TX Logistik, Raildox, Rushrail, mgw Services (louée), Green Cargo | TRAXX F140 AC2 | 28  |
| 146.2  | DB Regio                                                          | TRAXX P160 AC2 | 47  |
| 146.2  | diverses compagnies privées d'Allemagne                           | TRAXX F140 AC2 | 12  |
| 146.3  | DB Regio                                                          | TRAXX P160 AC2 | 32  |
| 146.5  | Metronom                                                          | TRAXX P160 AC2 | 1   |
| 146.5  | DB Fernverkehr                                                    | TRAXX P160 AC2 | 27  |
| 480    | MAV                                                               | TRAXX P160 AC2 | 25  |
| 482    | CFF Cargo                                                         | TRAXX F140 AC2 | 15  |
| 484    | CFF Cargo                                                         | TRAXX F140 AC2 | 18  |

Aptitudes : A pour l'Autriche, B pour la Belgique, D pour l'Allemagne, DK pour le Danemark, F pour la France, I pour l'Italie, N pour la Norvège, NL pour les Pays Bas, S pour la Suède.

### Famille des 186

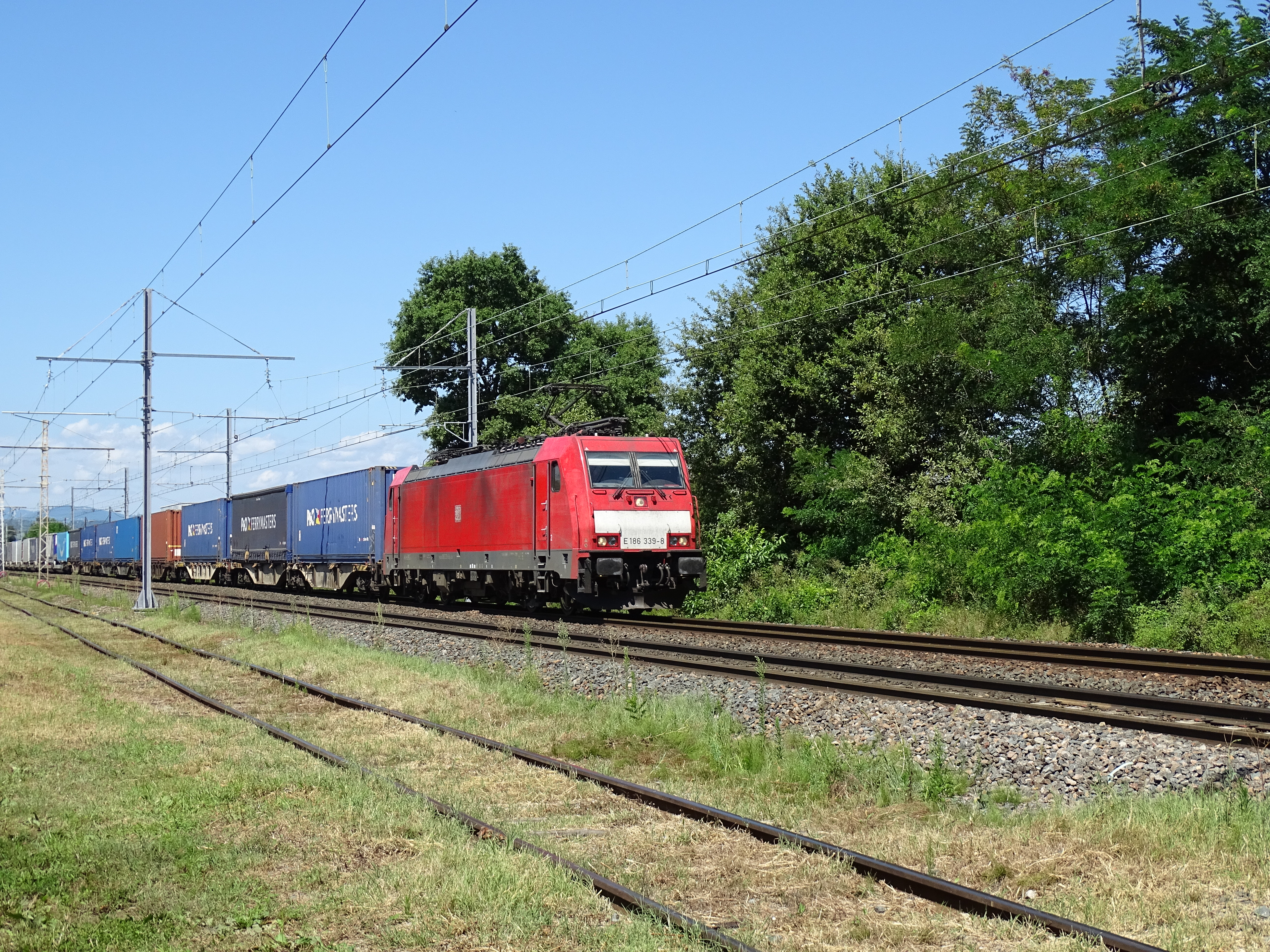
Photo sous le soleil du mois d'août

| modèle      | utilisateur                                             | type          | #                  |
| ----------- | ------------------------------------------------------- | ------------- | ------------------ |
| 186.0       | Nederlandse Spoorwegen (NS)                             | TRAXX F160 MS | 19 + 18 (commande) |
| 186.1       | Opérateurs privés de fret / DB / NS                     | TRAXX F140 MS | 11                 |
| 186.1 186.2 | Akiem                                                   | TRAXX F140 MS | 7 7                |
| 186.2       | Captrain / Corridor DB SNCB / Opérateurs privés de fret | TRAXX F140 MS | 10                 |
| 186.3       | Euro Cargo Rail + DB                                    | TRAXX F140 MS | 65                 |
| 186.4       | Lokomotion                                              | TRAXX F140 MS | 5                  |
| 186.9       | Crossrail                                               | TRAXX F140 MS | 2                  |
| 386         | Metrans                                                 | TRAXX F140 MS | 20                 |
| 484         | CFF Cargo                                               | TRAXX F140 MS | 1                  |
| 486         | BLS Cargo                                               | TRAXX F140 MS | -                  |

Aptitudes : A pour l'Autriche, B pour la Belgique, CZ pour la République tchèque, D pour l'Allemagne, F pour la France, H pour la Hongrie, I pour l'Italie, NL pour les Pays Bas, PL pour la Pologne, SK pour la Slovaquie.

### Famille des 187
| modèle | utilisateur           | type              | #                                            |
| ------ | --------------------- | ----------------- | -------------------------------------------- |
| 187.0  | Railpool              | TRAXX F160 AC3 LM | 39 (en cours de livraison)                   |
| 187.0  | Akiem                 | TRAXX F160 AC3    | 4                                            |
| 187.0  | RheinCargo            | TRAXX F140 AC3    | 1                                            |
| 187.1  | DB Cargo              | TRAXX F140 AC3    | 110 (en cours de livraison)                  |
| 147.0  | DB Regio              | TRAXX P160 AC3    | 20 (en cours de livraison)                   |
| 147.5  | DB Fernverkehr        | TRAXX P160 AC3    | 17 (commande, livrées en 2017)               |
| 487.0  | Swiss Rail Traffic    | TRAXX P160 AC3 LM | 1                                            |
| /      | Raildox               | TRAXX F160 AC3    | 1 (commande, livraison prévue en 2016)       |
| 3000   | Israel Railways (ISR) | TRAXX 160 AC3 LM  | 62 (commande, première livraison : fin 2017) |

Aptitudes : A : Autriche ; CH : Suisse ; D : Allemagne.

### Famille des 245
| modèle | utilisateur                                            | type             | #  |
| ------ | ------------------------------------------------------ | ---------------- | -- |
| 245    | Deutsche Bahn                                          | TRAXX P160 DE ME | 27 |
| 245.2  | NOB - Nord-Ostsee-Bahn GmbH (opérateur privé allemand) | TRAXX P160 DE ME | 15 |

Les 245 de la DB sont rouges, celles de N0B sont en livrée bleue appelée en Allemagne : Nahverkehrsverbund Schleswig-Holstein GmbH (NAH.SH GmbH)

### Famille des 246
| modèle | utilisateur                     | type          | # |
| ------ | ------------------------------- | ------------- | - |
| 76.1   | Raildox                         | TRAXX F140 DE | 1 |
| 246    | hvle (opérateur privé allemand) | TRAXX P160 DE | 2 |
| 246    | IGT (loueur privé allemand)     | TRAXX P160 DE | / |
| 285    | RheinCargo / ITL                | TRAXX F140 DE | 2 |